# Thomas Randolph (poet)
Thomas Randolph, född den 15 juni 1605 i Newnham, Northamptonshire, död i mars 1635 i Blatherwycke, Northamptonshire, var en engelsk skald. 
Randolph hör till de mest betydande av de senare stuartska dramatikerna och var en av dem, som Ben Jonson hedrade med namnet "son". Av hans verk kan nämnas The Jealous Lovers (1632), Amyntas; or, the Impossible Dowry (1638), The Muses' Looking Glass, utgivet tillsammans med hans Poems (1668). Hans Dramatic Works utgavs av William Carew Hazlitt (1875).